# Chris Abani
Christopher (Chris) Abani (Afikpo (Ebonyi), 27 december 1966) is een Nigeriaans schrijver, dichter en hoogleraar.

## Leven
Abani werd geboren als zoon van een Igbo-vader en een Engelse moeder.
Nadat hij op zestienjarige leeftijd zijn eerste roman Masters of the Board publiceerde, raakte hij verschillende malen in politiek gevangenschap in 1985 en 1991. Hij werd meerdere malen in eenzaamheid opgesloten en wachtte op een gegeven moment zelfs op de voltrekking van het doodvonnis dat hij tegen zich had horen eisen vanwege hoogverraad.
Na in 1991 voor de derde keer gevangen te zijn gezet, ontvluchtte hij Nigeria. Hij vertrok naar het Verenigd Koninkrijk, waar hij woonde tot 1999. Daarna vertrok hij naar de Verenigde Staten.
Ondertussen had hij in Nigeria zijn bachelorgraad in Engels behaald. Later in Engeland, behaalde hij zijn mastergraad in geslacht en cultuur aan het Birkbeck College van de universiteit van Londen. In Californië behaalde hij vervolgens zijn doctoraat in creatief schrijven aan de University of Southern California. Thans is hij hoogleraar op de Universiteit van Californië.
In zijn werk brengt Abani zijn ervaringen ten tijde van zijn gevangenschap in persoonlijke en expliciete bewoordingen.

## Erkenning
- 2001: Prins Claus Prijs

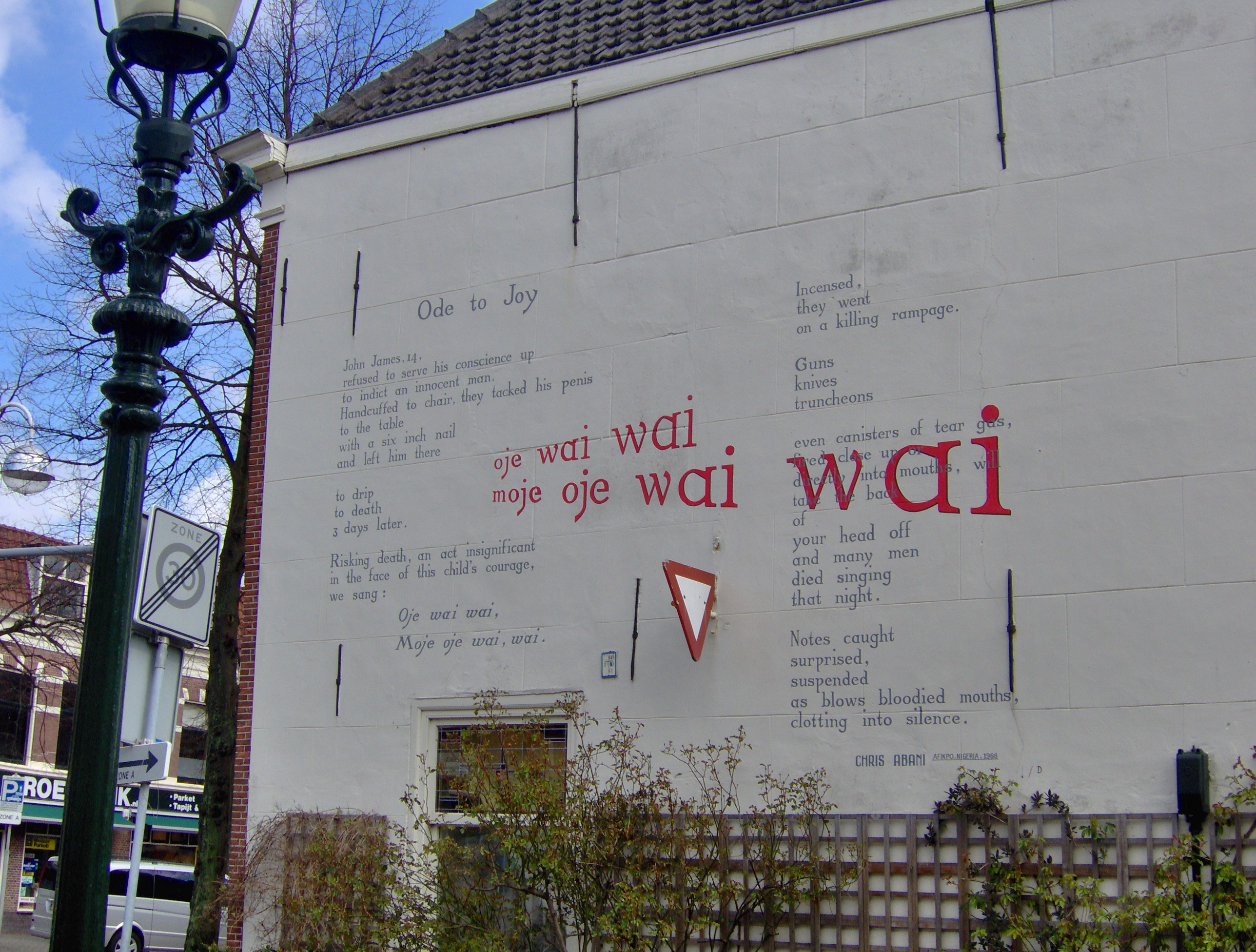
Ode to Joy, een gedicht van Chris Abani, op een muur aan het Levendaal in Leiden

- 2001: PEN USA Freedom-to-Write Award
- 2002: Imbongi Yesizwe Poetry International Award, Zuid-Afrika
- 2005: Hurston-Wright Legacy Award
- 2006: International IMPAC Dublin Literary Award
- 2009: Guggenheim Fellow in Fiction

## Werken
- 1985: Masters of the Board, Delta, Owerri
- 2000: Kalakuta Republic, Saqi, Londen
- 2003: Daphne’s Lot, Red Hen Press, Los Angeles
- 2004: GraceLand, C.H. Beck, München
- 2004: Dog Woman, Red Hen Press, Los Angeles
- 2006: Hands Washing Water, Copper Canyon, Jefferson County, Washington
- 2006: Becoming Abigail, Akashic Books, New York
- 2007: The Virgin of Flames, Penguin, Londen
- 2007: Song For Night, Akashic Books, New York
- 2010: Sanctificum, Copper Canyon, Jefferson County, Washington
- 2010: Feed Me the Sun, Paul & Co Pub Consortium
- 2011: Maar mijn hart is onvergankelijk, Engels- en Nederlandstalig, bloemlezing, ISBN 9789076569406